# Trahison (Buffy)
Pour les articles homonymes, voir Trahison (homonymie).
Trahison est le 17e épisode de la saison 3 de la série télévisée Buffy contre les vampires.

## Résumé
Un démon propose de vendre le « livre de l'ascension » à Buffy et Faith. Cette dernière qui travaille désormais secrètement pour le Maire l'informe de ce fait. Il la charge de tuer le démon et de récupérer le livre ainsi que de séduire Angel. Faith retrouve le démon et le tue et essaie ensuite de séduire Angel mais celui-ci n'est pas sensible à ses avances. Le Maire engage alors un sorcier pour qu'il retire l'âme d'Angel. Buffy, de son côté, trouve le comportement de Faith très étrange. Faith revient voir Angel et le sorcier jette son sortilège, Angel semblant alors redevenir Angelus. Angelus embrasse Faith et accepte de rencontrer le Maire. Angel apprend que celui-ci ne peut plus être tué jusqu'à l'Ascension. Il lui expose son plan pour tuer Buffy. 
Angel et Faith vont trouver Buffy et lui révèlent qu'ils travaillent désormais pour le Maire. Angel assomme Buffy et l'enchaîne à un mur. Faith dévoile ce qu'elle sait des plans du Maire, qui doivent aboutir lors de la cérémonie de remise de diplômes. Angel lui apprend alors qu'il a toujours son âme et qu'il s'agissait d'un piège à son intention. Faith entame un combat avec Buffy avant de parvenir à s'enfuir. Plus tard, on apprend que le mystérieux sorcier engagé par le Maire devait en fait une faveur à Giles, qu'il lui a rendue en trompant le Maire et Faith.